# Брен (Горња Марна)
Брен (фр. Brennes) насеље је и општина у североисточној Француској у региону Шампањ-Арден, у департману Горња Марна која припада префектури Лангр.
По подацима из 2011. године у општини је живело 127 становника, а густина насељености је износила 12,85 становника/km². Општина се простире на површини од 9,88 km². Налази се на средњој надморској висини од 420 метара.

## Демографија
| 1962. | 1968. | 1975. | 1982. | 1990. | 1999. | 2011. |
| ----- | ----- | ----- | ----- | ----- | ----- | ----- |
| 103   | 119   | 145   | 131   | 137   | 149   | 127   |

График промене броја становника у току последњих година